# Haiti i olympiska sommarspelen 2004
Haiti i olympiska sommarspelen 2004 bestod av 8 idrottare som blivit uttagna av Haitis olympiska kommitté.

## Boxning
| Idrottare   | Gren       | Sextondelsfinaler    | Åttondelsfinaler     | Kvartsfinaler        | Semifinaler          | Final                | Final            |
| Idrottare   | Gren       | Motståndare Resultat | Motståndare Resultat | Motståndare Resultat | Motståndare Resultat | Motståndare Resultat | Placering        |
| ----------- | ---------- | -------------------- | -------------------- | -------------------- | -------------------- | -------------------- | ---------------- |
| Andre Berto | Weltervikt | Noël (FRA) L 34-36   | Gick inte vidare     | Gick inte vidare     | Gick inte vidare     | Gick inte vidare     | Gick inte vidare |

## Friidrott
Herrar
Bana, maraton och gång
| Idrottare      | Gren           | Heat     | Heat      | Kvartsfinal | Kvartsfinal | Semifinal        | Semifinal        | Final            | Final            |
| Idrottare      | Gren           | Resultat | Placering | Resultat    | Placering   | Resultat         | Placering        | Resultat         | Placering        |
| -------------- | -------------- | -------- | --------- | ----------- | ----------- | ---------------- | ---------------- | ---------------- | ---------------- |
| Dadi Denis     | 400 meter      | 47.57    | 7         | i.u.        | i.u.        | Gick inte vidare | Gick inte vidare | Gick inte vidare | Gick inte vidare |
| Moise Joseph   | 800 meter      | 1:48.15  | 6         | i.u.        | i.u.        | Gick inte vidare | Gick inte vidare | Gick inte vidare | Gick inte vidare |
| Dudley Dorival | 110 meter häck | 13.39    | 1 Q       | 13.39       | 2 Q         | 13.39            | 5                | Gick inte vidare | Gick inte vidare |

Damer
Bana, maraton och gång
| Idrottare      | Gren      | Heat     | Heat      | Kvartsfinal | Kvartsfinal | Semifinal | Semifinal | Final            | Final            |
| Idrottare      | Gren      | Resultat | Placering | Resultat    | Placering   | Resultat  | Placering | Resultat         | Placering        |
| -------------- | --------- | -------- | --------- | ----------- | ----------- | --------- | --------- | ---------------- | ---------------- |
| Nadine Faustin | 400 meter | 12.94    | 3 q       | i.u.        | i.u.        | 12.74 NR  | 8         | Gick inte vidare | Gick inte vidare |

## Judo
Herrar
| Idrottare     | Gren               | Sextondelsfinal             | Åttondelsfinal       | Kvartsfinal          | Semifinal            | Återkval                             | Final                | Final            |
| Idrottare     | Gren               | Motståndare Resultat        | Motståndare Resultat | Motståndare Resultat | Motståndare Resultat | Motståndare Resultat                 | Motståndare Resultat | Placering        |
| ------------- | ------------------ | --------------------------- | -------------------- | -------------------- | -------------------- | ------------------------------------ | -------------------- | ---------------- |
| Ernst Laraque | Lättvikt (-73 kg)  | Guilheiro (BRA) L 0000-1001 | Gick inte vidare     | Gick inte vidare     | Gick inte vidare     | Gick inte vidare                     | Gick inte vidare     | Gick inte vidare |
| Joel Brutus   | Tungvikt (+100 kg) | Miran (IRI) L 0001-1002     | Gick inte vidare     | Gick inte vidare     | Gick inte vidare     | Omgång 1 Tataroğlu (TUR) L 0000-1000 | Gick inte vidare     | Gick inte vidare |

## Taekwondo
| Idrottare   | Gren             | Åttondelsfinaler     | Kvartsfinaler        | Semifinaer           | Återkval             | Bronsmatch           | Final                | Final            |
| Idrottare   | Gren             | Motståndare Resultat | Motståndare Resultat | Motståndare Resultat | Motståndare Resultat | Motståndare Resultat | Motståndare Resultat | Placering        |
| ----------- | ---------------- | -------------------- | -------------------- | -------------------- | -------------------- | -------------------- | -------------------- | ---------------- |
| Tudor Sanon | Herrarnas +80 kg | Moitland (CRC) L 2–3 | Gick inte vidare     | Gick inte vidare     | Gick inte vidare     | Gick inte vidare     | Gick inte vidare     | Gick inte vidare |